# كاولونيا
كاولونيا بلدية تقع في مقاطعة ريدجو كالابريا في إيطاليا. تبلغ مساحتها 100.7 كم مربع، أما عدد السكان فبلغ 7,411 نسمة في ديسمبر 2007.

## السكان
في سنة 1861 بلغ عدد السكان 7٬797 نسمة، وتطور العدد ليصل في سنة 2011 لـ 7٬060 نسمة.
يظهر هذا المخطط البياني تطور النمو السكاني لـ كاولونيا